# Blalock (Oregon)
Blalock az Amerikai Egyesült Államok északnyugati részén, Oregon állam Gilliam megyéjében, az Interstate 84 és a U.S. Route 30 közös nyomvonala mentén elhelyezkedő kísértetváros.
Egykor itt volt az őslakosok Táwash települése.

## Története
A település nevét Nelson G. Blalock világháborús veterán farmjáról kapta, aki a Columbia folyó térségében több ezer hektárt vont termelés alá. A posta 1881-ben nyílt meg; az első épületek A. J. McLellan, az Oregon Railway & Navigation Company felügyelőjének nevéhez fűződnek. 1884-re a népességszám elérte az ötven főt; ekkor Heppnerbe rendszeres postakocsijáratok és búzaszállítmányok indultak. A Polk Directory adatai alapján a településen két lelkész teljesített szolgálatot, emellett volt itt kocsma, komp, szálloda, ügyvédi iroda, bolt, valamint fa-, szén- és terménykereskedés is.
1904-ben húszezer tonna gabonát dolgoztak fel; 1905-ben két siló, gépgyár, ingatlaniroda és istállók is működtek. 1940-re a lakosság száma 19 főre csökkent; a posta 1959-ben zárt be.
A területet a John Day gát 1968-as építésekor elárasztották.

## Fordítás
- Ez a szócikk részben vagy egészben  a   Blalock, Oregon című angol Wikipédia-szócikk ezen változatának fordításán alapul.  Az eredeti cikk szerkesztőit annak laptörténete sorolja fel. Ez a jelzés csupán a megfogalmazás eredetét és a szerzői jogokat jelzi, nem szolgál a cikkben szereplő információk forrásmegjelöléseként.